# Хексамерон (музикална композиция)
Хексамерон (Hexaméron, Morceau de concert) S.392 е композиция за соло пиано, състояща се от шест вариации от шестима композитори. Темата е „Пуритани“, опера от Винченцо Белини.
Принцеса Кристина Тривулцио ди Белджойозо замисля парчето през 1837 г. и убеждава Ференц Лист да събере набор от вариации на марша, заедно с петима от приятелите му пианисти. Лист композира въведението, втората вариация, свързващите секции и финала. Петима добре познати композитори допринасят с по една вариация: Фредерик Шопен, Карл Черни, Анри Херц, Йохан Петер Пиксис и Сигизмунд Талберг.
Принцеса Белджойозо поръчва Хексамерон, заглавието е препратка към библейските шест дни на създаване на света, за благотворителен концерт за бедните на 31 март 1837 г. в нейния салон в Париж.Музикантите не довършват композицията на време, но концертът се провежда по график. Акцентът на концерта е пиано дуел между Талберг и Лист за титлата „най-добър пианист на света“. Принцесата обявява дипломатическото си решение: „Талберг е първият пианист на света, а Лист е неповторим.“
Хексамерон е разделен на девет части:
1. Въведение: Extremement lent (Лист)
2. Тема: Allegro marziale (транскрибирана от Лист)
3. Вариация I: Ben marcato (Талберг)
4. Вариация II: Moderato (Лист)
5. Вариация III: di bravura (Пиксис) – Ritornello (Лист)
6. Вариация IV: Legato e grazioso (Херц)
7. Вариация V: Vivo e brillante (Черни) – Fuocoso molto energico; Lento quasi recitativo (Лист)
8. Вариация VI: Largo (Шопен) – (coda) (Лист)
9. Финал: Molto vivace quasi prestissimo (Лист)

Пианисти като Инголф Вундер, Лезли Хауърд, Франческо Николози, Марк-Андре Амлен и други, са записват тази композиция.